# Martí Roig i Coromina
Martí Roig i Coromina   (Barcelona, 5 d'abril de 1937 - Barcelona, 6 de març de 2023) fou un monjo benedictí de l'Abadia de Montserrat.
El pare Martí va néixer a Barcelona el 1937, on fou batejat amb el nom de Joan. Inicià estudis de medicina a la Universitat de Barcelona, que abandonà per entrar al monestir de Montserrat. Entrà al noviciat el 29 de juliol de 1959. Un any després, el 14 d'agost de 1960, feu la professió simple. Després dels tres anys de noviciat, va fer la professió solemne el 15 d'agost de 1963. La seva germana Mercè professà en el mateix període al monestir benedictí de Sant Daniel de Girona.
Fou infermer del monestir durant vint-i-quatre anys, i successivament encarregat de l’ordre i la seguretat del santuari, del jardí i del seguiment de les terres de la granja del Miracle i de les finques de Can Castells i Can Martorell, pertanyents a la comunitat. Com a prevere, fou acompanyà una comunitat de religioses carmelites i fou consiliari dels treballadors de Montserrat.